# 柴续断
柴续断（学名：Phlomis szechuanensis）为唇形科糙苏属下的一个种。其种加词“szechuanensis”意为“四川的”。